# Lověšice
Lověšice (německy Lowieschitz) jsou vesnice, část statutárního města Přerov ve stejnojmenném okrese v Olomouckém kraji. Nachází se asi tři kilometry jižně od Přerova. Přerov III-Lověšice leží v katastrálním území Lověšice u Přerova o rozloze 2,04 km².

## Název
Základem jména vesnice bylo osobní jméno Lověch či Lověšě (to mladší podoba staršího Lověša), domácká podoba některého jména obsahujícího -lov (Budilov, Hostilov, Ostrolov apod.). Výchozí tvar Lověšici byl pojmenováním obyvatel vsi a znamenal "Lověchovi/Lověšovi lidé".

## Historie
První písemná zmínka o vesnici pochází z roku 1290.

## Obyvatelstvo
| Rok            | 1869 | 1880 | 1890 | 1900 | 1910 | 1921 | 1930 | 1950 | 1961 | 1970 | 1980 | 1991 | 2001 | 2011 | 2021 |
| -------------- | ---- | ---- | ---- | ---- | ---- | ---- | ---- | ---- | ---- | ---- | ---- | ---- | ---- | ---- | ---- |
| Počet obyvatel | 298  | 301  | 327  | 469  | 767  | 970  | 966  | 896  | 865  | 690  | 568  | 478  | 483  | 521  | 481  |
| Počet domů     | 53   | 54   | 59   | 79   | 125  | 152  | 198  | 252  | 252  | 237  | 203  | 235  | 212  | 219  | 220  |

## Obecní správa
Při sčítání lidu v letech 1850–1975 Lověšice byly samostatnou obcí, se kterým patřily nejprve do okresu Kroměříž, ale od roku 1880 v okrese Přerov. Od 1. ledna 1976 jsou částí statutárního města Přerov ve stejnojmenném okrese.

## Pamětihodnosti
- Kaple Panny Marie

## Fotogalerie

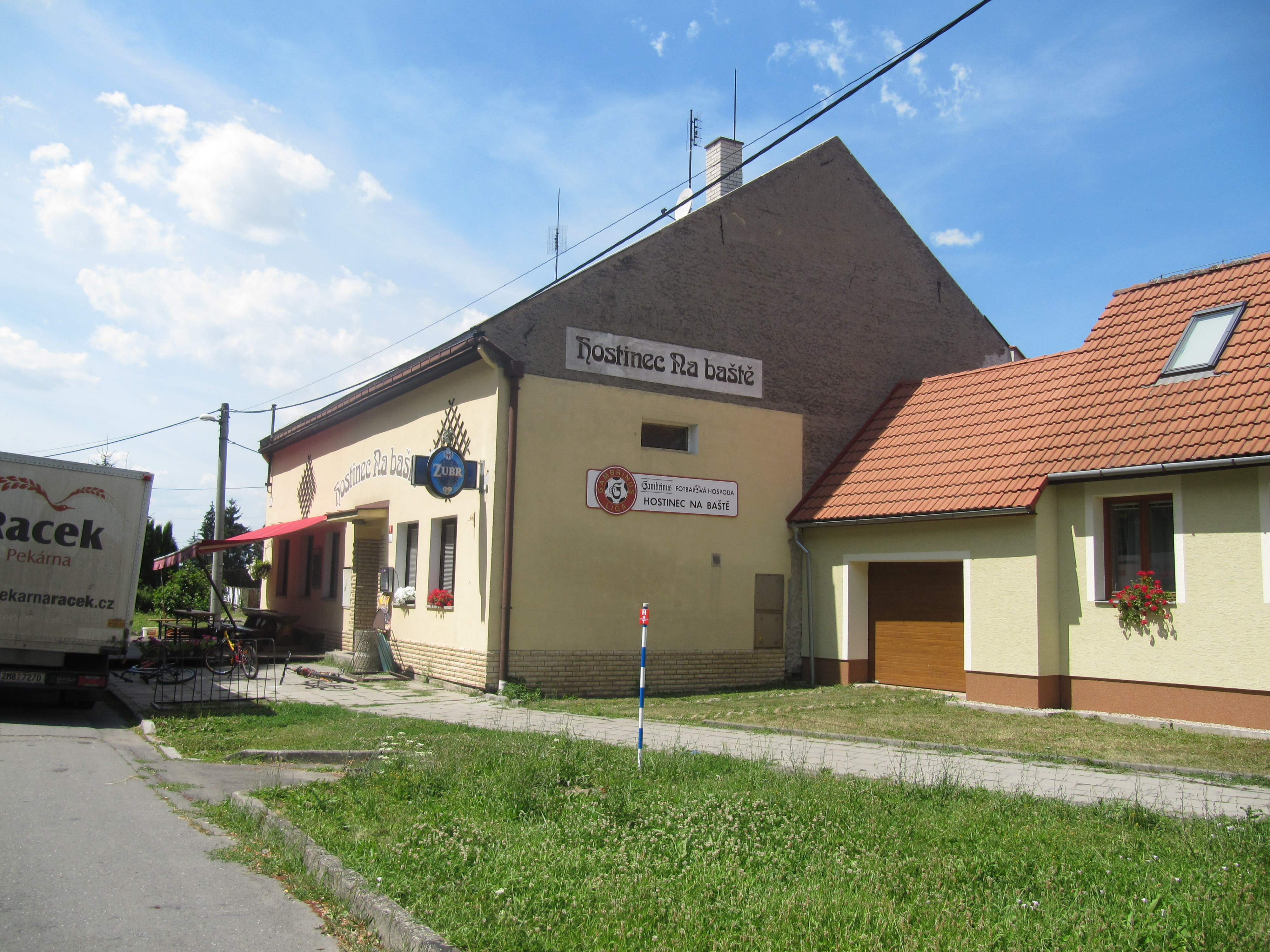
Hostinec na Baště
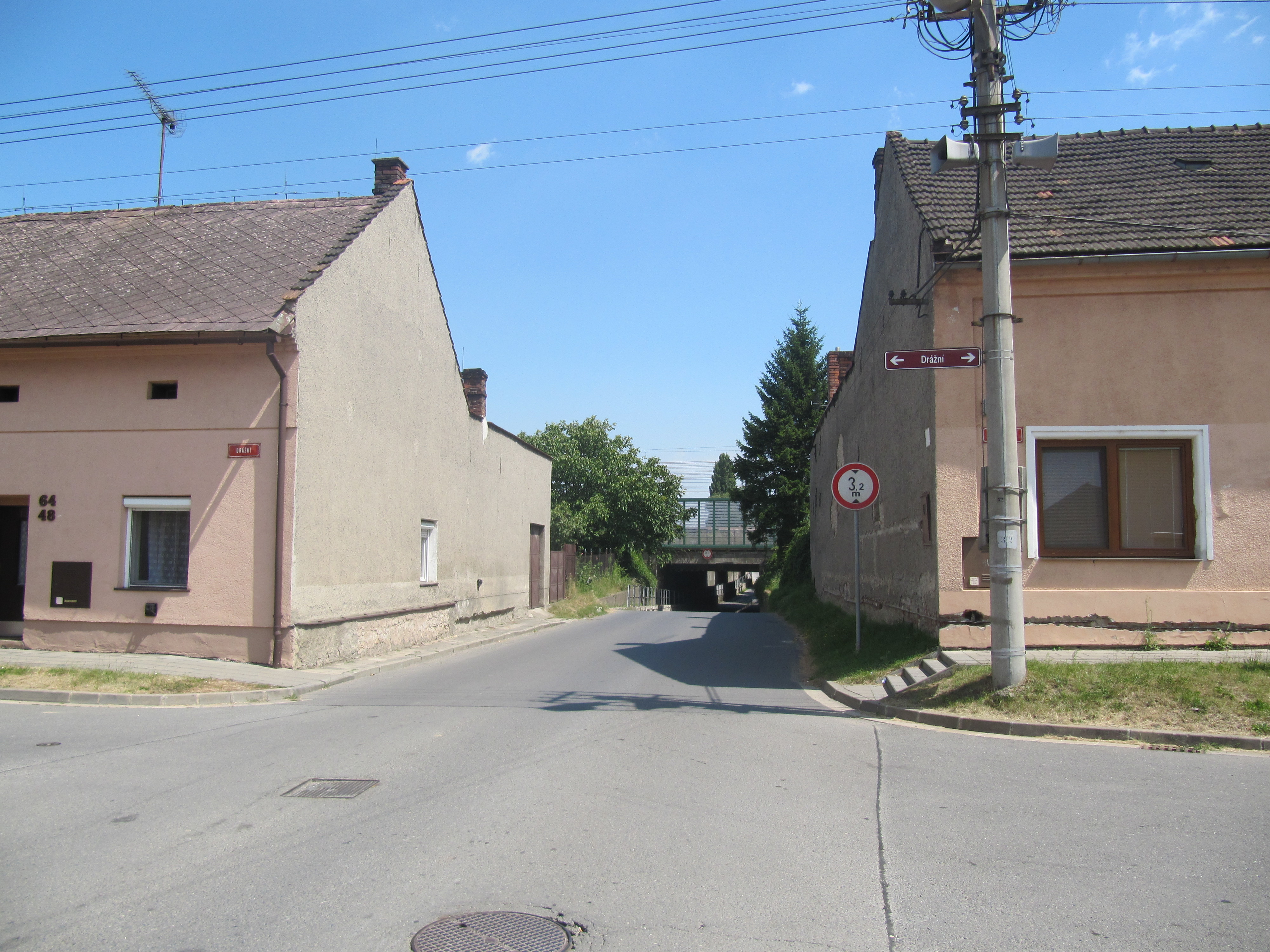
Podjezd
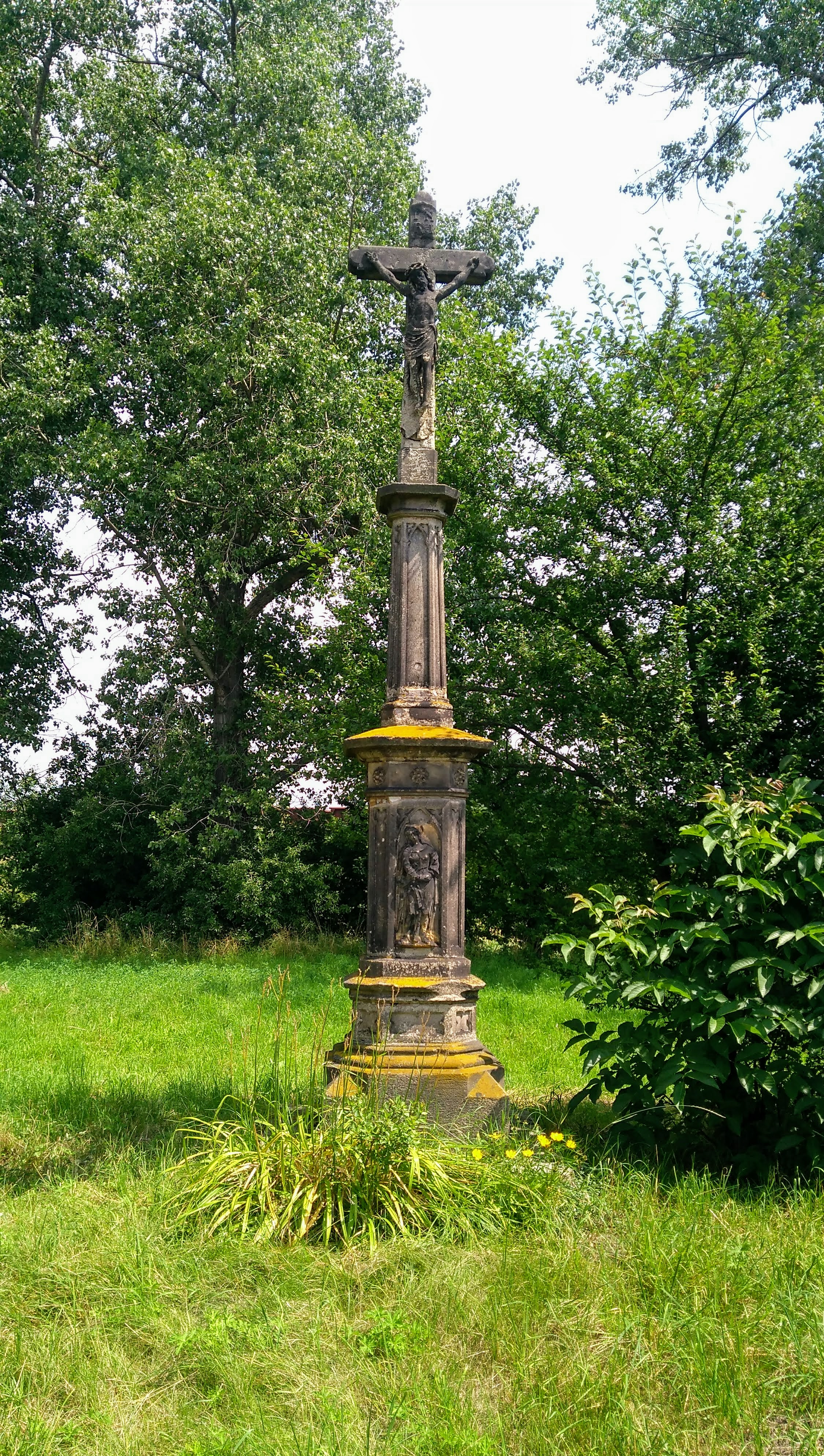
Kříž za tratí z roku 1855